# Unterwald
Pour les articles homonymes, voir Unterwalden (homonymie).

Ancien drapeau du canton d'Unterwald, aux.

Drapeau commun d'Unterwald, d'après la décision de la Diète du 12 aout 1816.

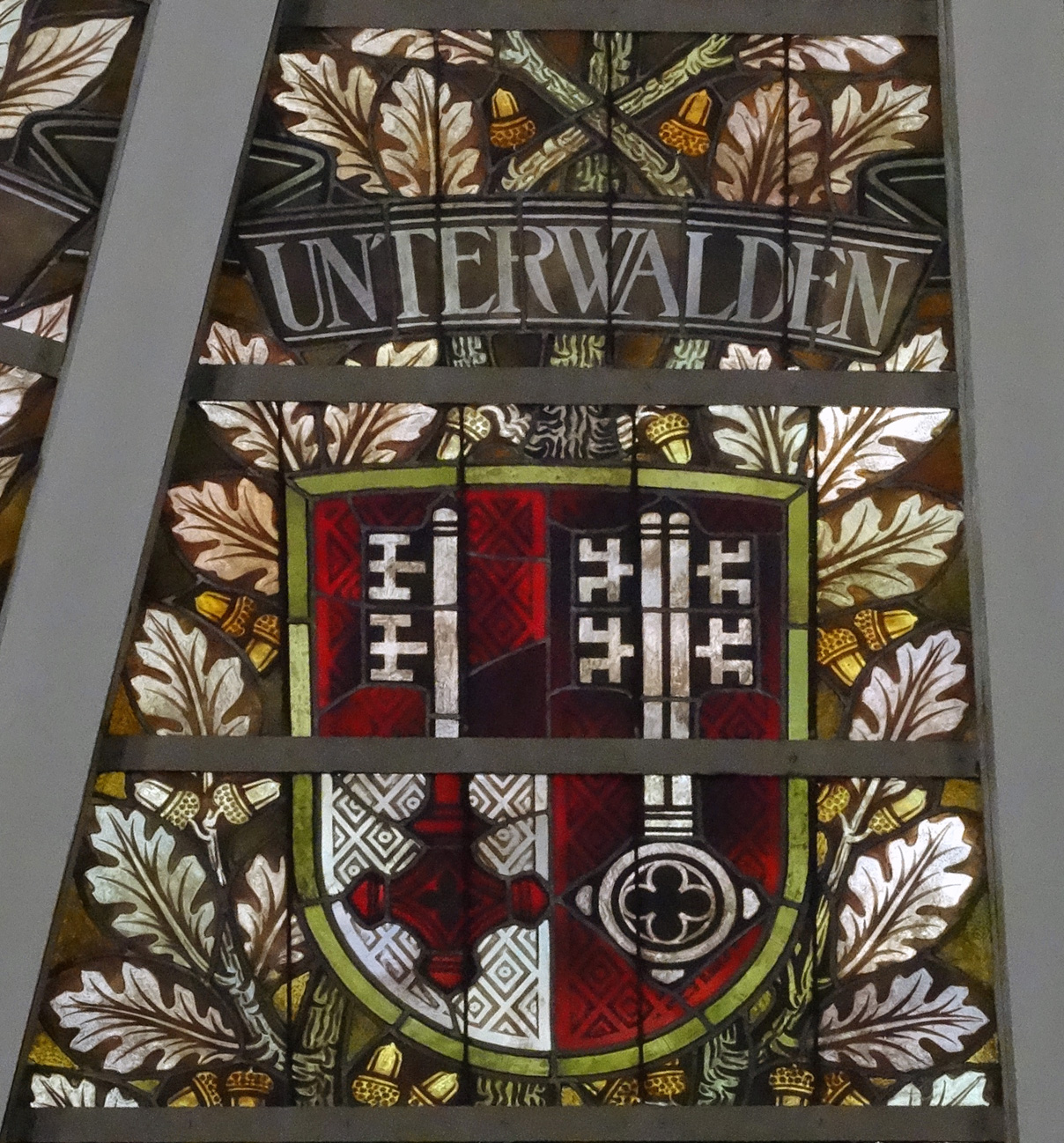
Photo du vitrail sur la coupole du Palais fédéral

Unterwald (en allemand : Unterwalden ; en italien : Untervaldo) est une région suisse, constituée des deux cantons d'Obwald et de Nidwald.
Unterwald, Schwytz et Uri sont, en 1291, les cantons fondateurs de la Confédération des III cantons, la première étape de formation de la Suisse.
Contrairement aux deux autres cantons suisses divisés en deux demi-cantons (Bâle et Appenzell), Unterwald n'a jamais composé une unité juridique unie. Dès l'origine, Obwald, Nidwald et l'abbaye d'Engelberg formaient des communautés distinctes. Les anciens textes officiels en allemand utilisaient souvent la dénomination « Unterwalden ob dem Wald » et  « Unterwalden nid dem Wald », soit Unterwald au-dessus et Unterwald au-dessous de la forêt. 
Situé au cœur de la Confédération suisse, bordé par le lac des Quatre Cantons, il est entouré par les cantons de Schwytz au nord-est, d'Uri à l'est, de Lucerne à l'ouest et de Berne au sud.

## Source partielle
Marie-Nicolas Bouillet  et Alexis Chassang (dir.), « Unterwald » dans Dictionnaire universel d’histoire et de géographie, 1878 (lire sur Wikisource)